# Jämmerdal
Jämmerdal är ett bildligt uttryck för jordelivet, som en plats som präglas av sorg och lidande, särskilt i motsats till det himmelska paradiset. Det används också vardagligt om vedermödor i allmänhet.
Ordet Jämmerdalen användes i Psaltaren (Psaltaren 84:7) i Gustav Vasas bibel 1541, den första översättningen av Psaltaren till svenska. Det kom då från det tyska "Jamertal" ("Jammertal"). I provöversättningen av Psaltaren 1888  och i 1917 års översättning användes i stället "Tåredalen". I P.P. Waldenströms  översättning av Psaltaren 1904 valdes "Baka-dalen" från det hebreiska  עמק הבכא (emek habaka, Bakadalen), som står för en uttorkat område, och i den senaste bibelöversättningen från 2000 "Bakaträdens dal", där "Baka" anses komma från det hebreiska ordet för en icke identifierad trädart. I Vulgata är uttrycket "vallis lacrimosa" ("tårarnas dal") och i Septuaginta "κοιλάδα τοῦ κλαυθμῶνος" ("gråtandets dal").
Johan Olof Wallin använde uttrycket "jämmerdalen" i åtminstone två psalmer för att beteckna den mörka bilden av människolivet. I 1986 års psalmbok ändrades uttrycket till “denna mörka dal”.

## OmEsaias Tegnér
| ”                                                         | Det lider mot slutet av biskopskalaset och biskopen klingar med gaffeln mot glaset och fyller det bräddfullt med skummande vin och blinkar i smyg åt sin vän Heurlin. Prostinnorna tystna, kaplanskorna tiga, och halvmätta suckar av vördsamhet stiga ur prostarnas djup, och bedrövat och tungt mot tallriken blicka kaplan och adjunkt. Av lyssnande andakt gå moln genom salen i väntan på ett av de frejdade talen, där biskopen plägar att utsmycka tron med tankfulla bilder och klangfull ton. --- Men snart går en viskning i lön genom salen: "Herr biskopen blickar för djupt i pokalen, om detta får gå, så blir biskopen galen!" Från hus och till hus går den stora skandalen i hela den småländska jämmerdalen. | „ |
| – Ur Hans högvördighet biskopen i Växjö av Gustaf Fröding | |   |